# Herbert Hauffe
Herbert Hauffe (* 18. Februar 1914 in Bochum; † 21. Mai 1997 in Bayreuth) war ein deutscher Politiker der SPD.

## Leben und Beruf
Nach der Volksschule besuchte Hauffe die Oberrealschule, die er 1930 mit der Mittleren Reife verließ. Nach einer Maurerlehre absolvierte er bis 1936 die Bauschule in Coburg, die er als Bauingenieur abschloss. Anschließend arbeitete er bis 1945 als Bautechniker und -leiter. Nach dem Zweiten Weltkrieg machte er sich als Architekt in Lichtenfels selbständig. Hauffe engagierte sich auch in der Freien Turnerschaft Schney, die vor dem Verbot des Arbeitersports 1933 zum Arbeiter-Turn- und Sportbund gehörte, sich aber nach 1945 wie alle wiedergegründeten Arbeitersportvereine den allgemeinen Sportverbänden anschloss. Für seine Verdienste um den Verein, dessen Vorsitzender er von 1958 bis 1982 war, wurde er im März 1982 zum Ehrenvorsitzenden ernannt.

## Partei
Von 1928 bis 1933 war Hauffe Mitglied der Sozialistischen Arbeiterjugend. 1932 trat er der SPD bei. Im August 1945 gehörte er zu den Wiederbegründern der SPD in Lichtenfels.

## Abgeordneter
Hauffe war vom 20. September 1949, als er für Matthäus Herrmann nachrückte, bis zur Mandatsniederlegung am 6. September 1953 Landtagsabgeordneter in Bayern und gehörte dem Deutschen Bundestag von 1953 bis 1969 an.

## Ehrungen
- 1965: Bayerischer Verdienstorden
- 1968: Verdienstkreuz 1. Klasse der Bundesrepublik Deutschland